# Le Tatoueur d'Auschwitz
Le Tatoueur d'Auschwitz (The Tattooist of Auschwitz) est une minisérie dramatique historique américano-australo-italo-britannique basée sur le roman du même nom de Heather Morris, diffusée le 2 mai 2024 sur Peacock aux États-Unis et sur Sky Atlantic au Royaume-Uni.
Au Canada, la série est diffusée dès le 5 septembre 2024 sur le service de vidéo à la demande Club Illico. En France, elle est diffusée sur M6 à partir du 22 janvier 2025.

## Synopsis
Lale Sokolov, un prisonnier juif du camp de concentration d'Auschwitz-Birkenau pendant la Seconde Guerre mondiale, est chargé de tatouer des numéros d'identification sur les bras de ses codétenus.
Un jour, il rencontre Gita alors qu’il lui tatoue son numéro. C’est ainsi que commence une histoire d’amour inoubliable. 
Soixante ans plus tard, Lali, octogénaire, rencontre Heather Morris, écrivaine en devenir. En racontant son passé à Heather, Lali affronte enfin les traumatismes de sa jeunesse et revit ses souvenirs d’amour vécus dans les moments les plus sombres de l’Histoire. 

## Distribution
- Harvey Keitel (VF : Patrick Raynal) : "Lale" Sokolov
- Jonah Hauer-King (VF : Aurélien Raynal) : "Lale" Sokolov, jeune
- Melanie Lynskey (VF : Natacha Muller) : Heather Morris
- Anna Próchniak (VF : Diane Kristanek) : Gita
- Jonas Nay (VF : Gauthier Battoue) : Stefan Baretzki
- Tallulah Haddon : Hanna
- Mili Eshet : Ivana
- Avital Lvova : Marta
- Yali Topol Margalith : Cilka
- Katie Bernstein (VF : Youna Noiret) : Goldie Sokolov
- Phénix Brossard : Leon
- Adam Karst : Pepan
- Yoav Rotman : Mordowicz
- Frederik von Lüttichau : Houstek

 Source et légende : version française (VF) sur RS Doublage

## Production
Claire Mundell, directrice artistique de Synchronicity Films, a obtenu les droits de The Tattooist of Auschwitz après avoir conclu un accord avec Bonnier Books UK en 2018. En 2023, il a été annoncé que Synchronicity Films développait une série en six parties pour Sky Studios et Peacock. Elle sera réalisée par Tali Shalom Ezer avec Jacquelin Perske comme scénariste principale. Claire Mundell et Perske font partie des producteurs exécutifs. Le service de streaming australien Stan a également co-commandé la série, avec All3Media à bord pour les ventes mondiales. La production a débuté au printemps 2023,,.

## Diffusion et accueil
La mini-série débute sa diffusion française à partir du 22 janvier 2025 sur M6 à l'occasion du 80e anniversaire de la libération du camp d'Auschwitz. Les deux premiers épisodes diffusés ce soir-là réalisent un bon démarrage en termes d'audiences avec 2,24 millions de téléspectateurs pour le premier épisode diffusé et 1,82 million de téléspectateurs pour le second épisode, soit 11,2% et 11,5% de part de marché, dont 17,3% du public féminin. L'audience moyenne des deux épisodes totalise 2,03 millions de téléspectateurs.
Les épisodes restants ont été diffusés la semaine suivante, mais les audiences connaissent une baisse par rapport au lancement avec 1,90 et 1,61 million de téléspectateurs pour le troisième et quatrième épisodes, avec des parts de marchés de 9,3% et de 10,1%, soit une moyenne de 1,79 million de téléspectateurs.